# Sphiximorpha
Sphiximorpha (лат.) — род двукрылых из семейства журчалок, рассматривается некоторыми систематикам как подрод Ceriana.

## Описание
Мухи похожие на ос. Усики длинные с вершинной аристой. Глаза голые.

## Экология
Встречаются в лесных местообитаниях. Личинки развиваются в разлагающейся древесине и вытекающем соке растений.

## Классификация
В составе рода около 70 видов:
- Sphiximorpha annulifemoralis Yang & Cheng, 1998
- Sphiximorpha barbipes Loew, 1853
- Sphiximorpha bellifacialis Yang & Cheng, 1998
- Sphiximorpha brevilumbata Yang & Cheng, 1998
- Sphiximorpha euprosopa (Loew, 1869)
- Sphiximorpha garibaldii Rondani, 1860
- Sphiximorpha petronillae (Rondani, 1850)
- Sphiximorpha subsessilis (Illiger in Rossi, 1807)

## Распространение
Имеет почти космополитное распростоанение. Отсутствует в Новой Зеландии.